# Ignacio Cousiño
Ignacio Cousiño Aragón (Santiago, 28 de diciembre de 1915 - Santiago, 4 de junio de 2008) fue un empresario,  dirigente gremial y político chileno. Se desempeñó como ministro de Estado —en la cartera del Trabajo— durante el segundo gobierno del presidente Carlos Ibáñez del Campo entre 1954 y 1955.

## Familia
Nació en Santiago de Chile el 28 de diciembre de 1915, hijo de José Manuel Cousiño Ortúzar y Elcira Aragón Soza. Por parte paterna fue bisnieto de Buenaventura Cousiño Jorquera, sobrino bisnieto de Matías Cousiño Jorquera y primo de Luis Cousiño Mac Iver.
Se casó en 1940 con Eliana Echeverría del Campo (hija de Diego Echeverría Schroder y Matilde del Campo Valdivieso), con quien tuvo cinco hijas: Eliana, María Luisa, Carolina, Pilar y Alejandra.

## Actividad profesional
Desde 1935 trabajó en el Banco de Chile; lideró la División Comisiones de Confianza, sección inmobiliaria. En ella participó activamente en la formación de nuevos barrios en las comunas de Providencia, Las Condes y Vitacura. Se desvinculó del Banco de Chile en 1963. Una calle en la comuna de Providencia lleva el nombre de su padre José Manuel Cousiño Ortúzar.
En 1964 asumió como gerente comercial de la Empresa Editora Zig-Zag. Por intermedio del Instituto de Viviendas Caritas-Invica llegó a dirigir el aún pequeño Banco Hipotecario en Valparaíso, desde el cual advirtió —en el contexto de la liberalización económica que experimentó su país en los años 1970, tras la Unidad Popular (UP)— las enormes oportunidades que tenía la banca en materia de financiamiento en sectores como la vivienda y los servicios.

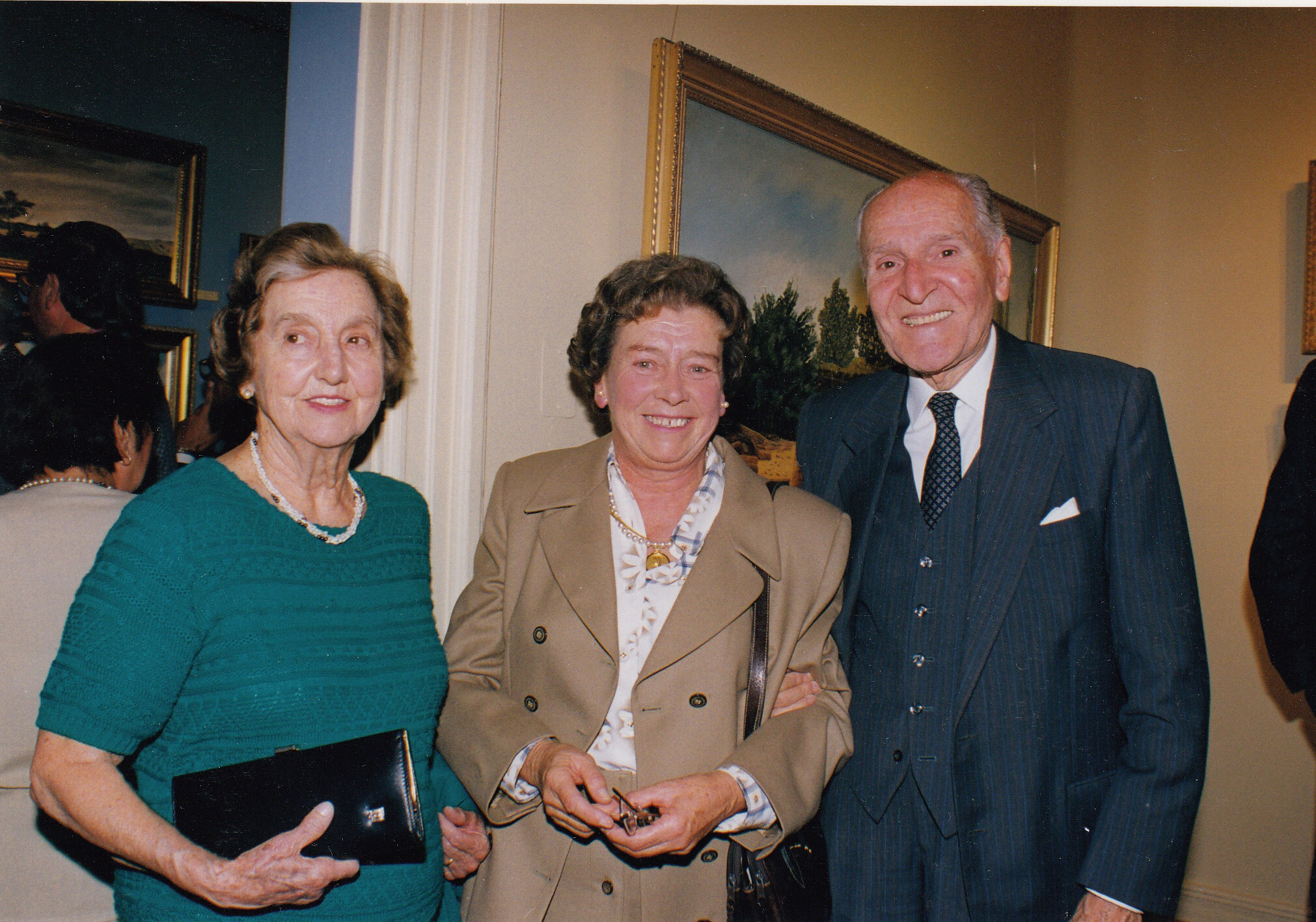
Ignacio Cousiño Aragón, su esposa Eliana Echeverría de Cousiño y al centro Luz Vergara de Cruz en el Instituto Cultural de Providencia, 8 de abril de 1999.

En ese contexto, participó activamente en el proceso de crecimiento experimentado por la entidad, la cual se transformó primero en un banco de fomento conocido como Banco Hipotecario de Fomento y, tras la fusión con el Banco Nacional, en uno denominado Banco Hipotecario de Fomento Nacional (Bhif), con el grupo Said como socio principal, antecedente inmediato del BBVA Chile.
Fue líder de las asociaciones de administradoras de fondos de pensiones (AFP) y bancos. En los años 1980, fue el primer presidente de la actual Asociación Gremial de AFP de Chile. También fue director de la Asociación de Bancos e Instituciones Financieras y su presidente por espacio de un año.

## Actividad política
Políticamente independiente, el 3 de junio de 1954, fue nombrado como ministro del Trabajo en el marco del segundo gobierno del presidente Carlos Ibáñez del Campo, cargo que ejerció hasta el de enero de 1955.